# 涅墨西斯山
涅墨西斯山（英語：Mount Nemesis），是南極洲的山峰，位於葛拉漢地的法利埃海岸，處於羅馬四岬東北面3.7公里，海拔高度790米，在1936年由英國探險隊測量，現時由南極條約體系管理。